# Bệnh Moyamoya
Bệnh Moyamoya là những rối loạn cực kỳ hiếm gặp, biểu hiện qua chứng chít hẹp của các mạch máu thuộc vành động mạch não trong hộp sọ (tức "Vòng Willis", "Vòng động mạch Willis", "Đường khép kín Willis" hay hệ thống động mạch vùng đáy sọ), khiến não bị thiếu máu cục bộ. Có thể dẫn đến hậu quả như vỡ động mạch và xuất huyết trong sọ. Những điều kiện này có thể dẫn đến tắc nghẽn hay bịt kín không cho máu lưu thông từ các đường động mạch cổ đến não bộ ở mức độ không thể phục hồi do động mạch nằm trong hộp sọ. Bệnh có khuynh hướng ảnh hưởng lên trẻ em hoặc người lớn ở độ tuổi từ 30 đến 40 tuổi. Ở trẻ em thường biểu hiện qua đột quỵ hay con co giật do tai biến ngập máu. Ở người lớn thường biểu hiện qua chảy máu hay đột quỵ Những biểu hiện lâm sàng đặc trưng như thiếu máu não cục bộ (do đột quỵ), tái diễn các cơn thiếu máu cục bộ ngắn ngủi (recurrent TIAs), liệt giác quan vận động, co giật và/hoặc đau nửa đầu.